# Takeshi Motoyoshi
Takeshi Motoyoshi (本吉 剛 Motoyoshi Takeshi?), född 26 juli 1967, är en japansk tidigare fotbollsspelare.
I december 1988 blev han uttagen i japans trupp till Asiatiska mästerskapet i fotboll 1988.